# Ōyodo (1942)
Ōyodo (jap. 大淀) – japoński krążownik lekki okresu II wojny światowej, jedyny okręt swojego typu.

## Historia powstania
Krążownik „Ōyodo” został zaprojektowany w Japonii pod koniec lat 30. XX wieku w odpowiedzi na potrzebę posiadania krążowników o dużym zasięgu pływania, wyposażonych w środki łączności i dowodzenia oraz wodnosamoloty rozpoznawcze, pełniących rolę okrętów flagowych eskadr okrętów podwodnych (sensuisentai), działających wraz z głównymi siłami floty. W efekcie powstał nietypowy krążownik lekki, zaliczany do nielicznej, wyróżnianej niekiedy podklasy krążowników lotniczych, posiadający umiarkowanie silne uzbrojenie i opancerzenie, lecz za to przenoszący aż 6 wodnosamolotów. 
Linie kadłuba okrętu oparto na nieco powiększonym kadłubie krążowników typu Agano – gładkopokładowym, z gruszką dziobową. Całość głównego uzbrojenia artyleryjskiego umieszczono na dziobie, przy tym wykorzystano działa kalibru 155 mm w dwóch wieżach trzydziałowych, zdjętych z przezbrajanych krążowników typu Mogami. Mogły one w pewnym zakresie służyć do zaporowego ognia przeciwlotniczego. Uzbrojenie przeciwlotnicze średniego kalibru składało się z nowych długolufowych dział 100 mm, o bardzo dobrych charakterystykach (użytych też na niszczycielach typu Akizuki). Ich jedyną wadą było szybkie zużywanie luf  (po 350 strzałach). Słabsze było lekkie uzbrojenie przeciwlotnicze, z powodu użycia standardowych we flocie japońskiej działek 25 mm, stosunkowo małego kalibru i o niewielkiej skuteczności. Zamiast planowanych 6 podwójnych stanowisk, okręt od razu ukończono z potrójnymi stanowiskami. Ponieważ przewidywano wyposażenie okrętu w nowe szybkie wodnosamoloty rozpoznawcze Kawanishi E15K Shiun, o większej masie od dotychczas używanych, całą rufę okrętu od śródokręcia zajmował hangar oraz specjalna długa 44-metrowa pneumatyczna katapulta mogąca wystrzeliwać samoloty o masie do 5 ton (w hangarze o wymiarach 25,25 x 13,6 x 7,25 m mieściły się 4 samoloty, a pozostałe 2 na zewnątrz). Podobnie, jak typ Agano, okręt miał harmonijną sylwetkę, z pojedynczym kominem na śródokręciu i krótką, chociaż wysoką nadbudówką dziobową (8 poziomów, wraz ze stanowiskiem kierowania ogniem). Opancerzenie pionowe było stosunkowo słabe, gdyż stanowił je jedynie pas burtowy 60 mm w rejonie linii wodnej chroniący siłownię. Przykrywał go pokład pancerny grubości 30 mm. Ponadto, komory amunicyjne na dziobie w głębi kadłuba, przed pasem burtowym, były chronione „skrzynią” pancerną o grubości do 75 mm po bokach (40 mm w dolnej części), do 60 mm z przodu i 50 mm od góry (opancerzenie to obejmowało także centralę artyleryjską i kabinę radiostacji). Opancerzony był też magazyn bomb na rufie. Siłownia obejmowała 6 przedziałów kotłowni i za nimi 4 przedziały maszynowni, po dwa obok siebie. Nieudanym rozwiązaniem konstrukcyjnym była centralna gródź wzdłużna w pomieszczeniach siłowni, która miała ograniczyć zalewanie pomieszczeń przy niewielkich przebiciach podwodnych, lecz w efekcie nierównomierne zalanie pomieszczeń doprowadziło do zatonięcia okrętu 28 lipca 1945 (rozwiązanie takie sprawdzało się tylko na większych krążownikach japońskich, o większym zapasie stateczności). W odróżnieniu od wszystkich dotychczasowych japońskich krążowników, nie miał on uzbrojenia torpedowego. Jego zaletami była duża prędkość i bardzo duży zasięg.
Planowano budowę dwóch okrętów, ujętych w czwartym programie wymiany floty z 1939, lecz ostatecznie przystąpiono do budowy tylko jednego – „Ōyodo”, który otrzymał nazwę od nazwy rzeki w prefekturze Miyazaki, dosłownie: „wielka stojąca woda”. Zamówiono go 6 grudnia 1939 w Stoczni Marynarki Kure (numer budowy 136) i planowano położyć stępkę w czerwcu 1940, lecz z powodu priorytetów innych programów wojennych, rozpoczęcie budowy odłożono. Na etapie projektu typ ten określany był jako „krążownik C”. W końcu stępkę pod budowę „Ōyodo” położono w Kure 14 lutego 1941, wodowano go 2 kwietnia 1942, a wcielono do służby 28 lutego 1943. Rozpoczęcie budowy drugiego okrętu (nr 137, planowana nazwa „Niyodo”) planowano początkowo na wrzesień 1941, po zwodowaniu „Ōyodo”, lecz budowy nie rozpoczęto, a 3 sierpnia 1942 zamówienie anulowano.
W toku produkcji próbnej serii wodnosamolotów E15K okazało się, że ich rozwój wiąże się z trudnościami, a osiągi samolotów są niższe od zakładanych i są one łatwym celem dla amerykańskich myśliwców. Ostatecznie zbudowano jedynie 15 sztuk łącznie z prototypem, między październikiem 1942 a lutym 1944. Żadnego z nich jednak nie używano na „Ōyodo”, który otrzymał tymczasowo dwa standardowe wodnosamoloty starszego typu Aichi E13A1 (Jake). W marcu 1944 ciężką 44-metrową katapultę zastąpiono przez 19,4-metrową prochową typu Kure No.2, z dwoma wodnosamolotami E13A1. Przewidywano użycie wodnosamolotów Aichi E16A1 Zuiun, lecz do tego nie doszło.

## Służba

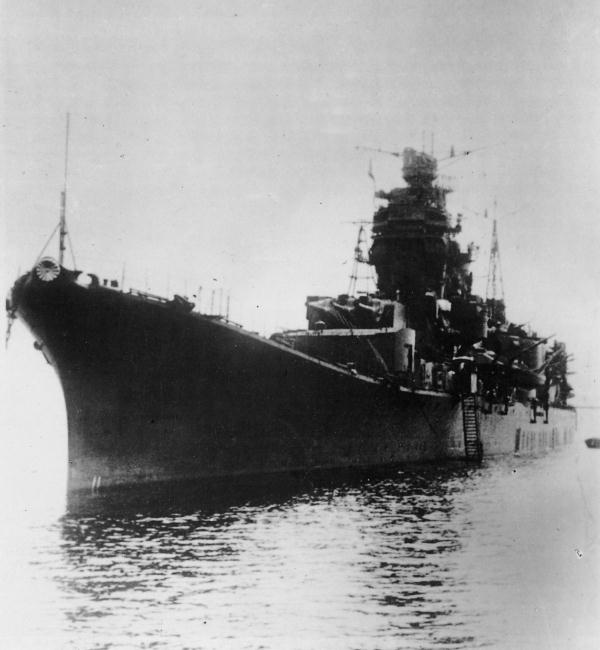
"Ōyodo" w 1944

Po skompletowaniu 28 lipca 1943, „Ōyodo” początkowo bazował w portach japońskich, kończąc szkolenie załogi. Ponieważ wobec sytuacji militarnej Japonii, akcje ofensywne eskadr okrętów podwodnych stały się niewykonalne, okręt 1 kwietnia 1943 przydzielono do 3. Floty. 15 lipca 1943 dołączył do japońskiej floty w bazie Truk na Karolinach. 6 grudnia 1943 stał się okrętem flagowym 3. Floty wiceadmirała Jisaburo Ozawy. Pod koniec grudnia uczestniczył w operacji transportu wojska dla wzmocnienia garnizonu w Kaviengu. 1 stycznia 1944 wracając do Truk został lekko uszkodzony przez amerykańskie lotnictwo zespołu TG 50.2. Z powodu zagrożenia spodziewanym atakiem amerykańskiego lotnictwa na Truk, 10 lutego „Ōyodo” wraz z innymi okrętami został wycofany do Yokosuka w Japonii, odbywając jeszcze w lutym rejs zaopatrzeniowy na Saipan. 
Z powodu braku etatowych wodnosamolotów E15K i planów zaadaptowania „Ōyodo” do roli okrętu flagowego całej Floty Połączonej, podczas remontu w Yokosuka między 6 a 31 marca 1944 zastąpiono ciężką katapultę przez standardową krótszą, a hangar zaadaptowano na dodatkowe pomieszczenia sztabowe. Wzmocniono lekkie uzbrojenie przeciwlotnicze okrętu, dodając 29 działek 25 mm (6xIII, 11xI) i podnosząc ich liczbę do 47. Zamontowano też nowszy radar Typu 22. Od kwietnia 1944, „Ōyodo” służył na wodach japońskich, pełniąc rolę okrętu flagowego dowódcy Floty Połączonej, adm. Soemu Toyody. 
20 października 1944 „Ōyodo” wyruszył z Japonii w kierunku Filipin. Wziął udział w lotniczo-morskiej bitwie o Leyte jako część zespołu wiceadm. Ozawy, mającego służyć za „przynętę” dla sił amerykańskich. Jego wodnosamoloty były jedynymi znajdującymi się w dyspozycji zespołu japońskiego, patrolując oraz ubezpieczając zespół. Podczas ataku amerykańskiego lotnictwa koło przylądka Engaño 25 października 1944, „Ōyodo” o 8:48 został uszkodzony trafieniem bomby w czwartą kotłownię. Później, kiedy japońskie lotniskowce zostały zatopione, wiceadm. Ozawa przeniósł ok. godz. 11 swoją flagę z trafionego lotniskowca „Zuikaku„ na „Ōyodo”. Został on później jeszcze lekko uszkodzony przez lotnictwo (dwa trafienia rakietami niekierowanymi i dwa bliskie upadki bomb). Pod koniec 1944 „Ōyodo” służył dalej w rejonie Filipin i Brunei, m.in. w rejsach zaopatrzeniowych. Wziął udział w jednej z ostatnich akcji floty japońskiej – bombardowaniu przyczółka na wyspie Mindoro 26 grudnia 1944, podczas której został lekko uszkodzony przez bombowce B-24 (jedna bomba nie wybucha, druga powoduje lekkie zniszczenia). 

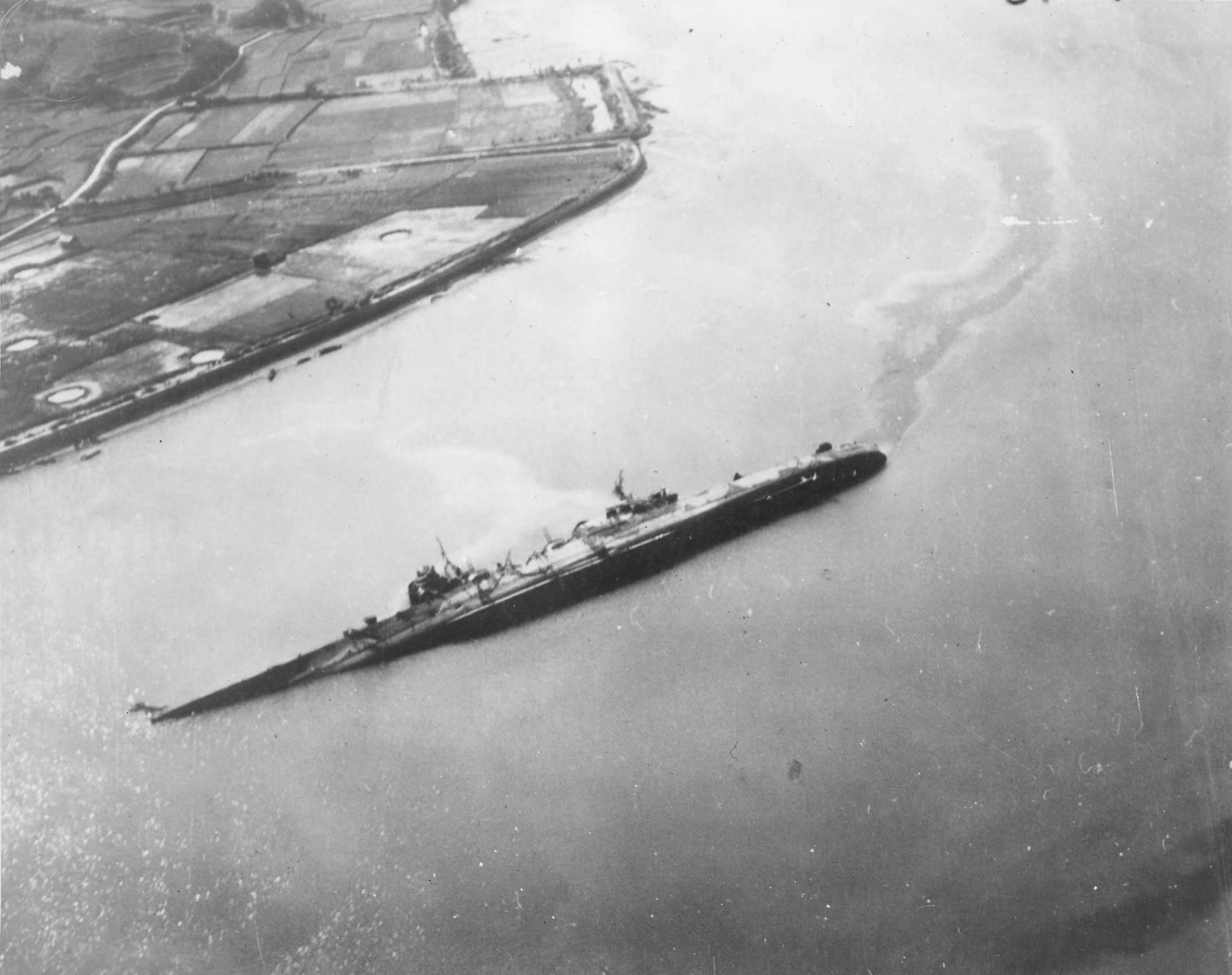
"Ōyodo" zatopiony w Kure

W dniach 11–20 lutego 1945 „Ōyodo” z innymi okrętami wykonał rejs transportujący surowce z Singapuru do Japonii (Operacja Kita). Został następnie ciężko uszkodzony 18 marca 1945 w bazie w Kure podczas pierwszego nalotu amerykańskiego lotnictwa pokładowego, otrzymując 3 do 5 trafień bombami 227 kg. Po częściowym remoncie, mógł rozwijać prędkość do 12 w. 24 lipca 1945 ponownie został uszkodzony podczas nalotu na Kure, a podczas kolejnego nalotu 28 lipca 1945, przewrócił się na burtę i zatonął na płytkiej wodzie (zginęło ok. 300 członków załogi).

## Dane techniczne
- wyporność:
  - standardowa: 8164 t
  - pełna: 11 433 t
- wymiary:
  - długość: 192,1 m
  - szerokość: 16,6 m
  - zanurzenie: 6 m
- napęd: 4 turbiny parowe o mocy łącznej 110 000 KM, 6 kotłów parowych Kanpon Ro-Go, 4 śruby
- prędkość maksymalna: 35 w.
- zasięg: 10 600 mil morskich przy prędkości 18 w
- zapas paliwa: 2453 t (mazut)[1]
- załoga: 792-911

### Uzbrojenie i wyposażenie
- 6 dział kalibru 155 mm Typ 3 w wieżach trzydziałowych (2xIII)
  - długość lufy 9,3 m (L/60); donośność 27.400 m, pionowa 12.000 m; masa pocisku 55,87 kg; kąt podniesienia -10°+55°; prędkość wylotowa 920 m/s; szybkostrzelność prakt. 5 strz/min; zapas amunicji: 150 na działo[1]
- 8 dział przeciwlotniczych 100 mm Typ 98 w dwudziałowych stanowiskach model A (4xII)
  - długość lufy L/65 kalibrów; kąt podniesienia -10°+90°; donośność 19.500 m (prakt. 14.000 m), pionowa 14.700 m (prakt. 11.000 m); masa pocisku 13 kg, szybkostrzelność do 15 strz/min, zapas amunicji: 200 na działo[1]
- 18→57 działek przeciwlotniczych 25 mm Typ 96 (początkowo 6xIII, od marca 1944: 12xIII i 11xI, od października 1944: 12xIII, 21xI)[1]
- 6 wodnosamolotów (faktycznie 2), katapulta
- 6→16 bomb głębinowych (16 od października 1944)

### Opancerzenie
- pas burtowy: 60 mm (wysokość 3,91 m)
- pokład pancerny: 30 mm
- grodzie: 35 mm
- komory amunicyjne: do 75 mm, od góry 50 mm
- wieże: 25 mm
- barbety: 20–30 mm
- masa: 841,19 t

Wyposażenie
- dalocelownik Typ 94 Model 5 (na nadbudówce)
- dalmierz 8-metrowy Typ 93 Model 2 (na wieży nr 2)
- dalmierz 6-metrowy Typ 14 Model 2 (na nadbudówce)
- 2 dalocelowniki Typ 94 z 4,5-m dalmierzami dla średniej artylerii plot
- 3 dalocelowniki Typ 95 z 2-m dalmierzami dla lekkiej artylerii plot (od marca 1944 - 1 dalocelownik)
- przelicznik artyleryjski Typ 94 (w centrali w głębi kadłuba)
- przelicznik plot Typ 94
- 3 reflektory 110-cm (na dachu hangaru, od marca 1944 - 2 reflektory)
- radar dozoru powietrznego No. 21 (od marca 1943)
- radar dozoru nawodnego No. 22 (od marca 1944)
- radar dozoru powietrznego No. 13 (od października 1944)
- sonar Typ 93 Model 3
- komplet trałów i parawan
- radiostacje
- system komunikacji z zanurzonymi okrętami podwodnymi Fuku Model 10
- system komunikacji nawodnej w podczerwieni (od marca 1944)